# Euthyplociidae
Euthyplociidae es una familia de insectos en el orden Ephemeroptera. Se desarrollan como ninfas en agua dulce, los adultos no se alimentan y viven poco tiempo. Están muy extendidos en Asia, Sudamérica, África y Madagascar.

## Taxonomía
La familia Euthyplociidae incluye los siguientes géneros:
- Afroplocia Lestage, 1939
- Campylocia Needham & Murphy, 1924
- Euthyplocia Eaton, 1871
- Exeuthyplocia Lestage, 1918
- Mesoplocia Demoulin, 1952
- Polyplocia Lestage, 1921
- Proboscidoplocia Demoulin, 1966